# Instituto Iberoamericano de Mercados de Valores
El Instituto Iberoamericano de Mercados de Valores (IIMV) es un organismo creado para impulsar el progreso y la modernización de los mercados de valores en Iberoamérica.
Se constituyó el 20 de mayo de 1999, por iniciativa del Ministerio de Economía y Hacienda y de la Comisión Nacional del Mercado de Valores de España. 
Su estructura organizativa, adopta la naturaleza jurídica de Fundación sin ánimo de lucro. En la actualidad forman parte del Instituto 20 países iberoamericanos, entre los que se encuentra España y Portugal. 

## Objetivos y actividades
Las razones que motivaron la creación del Instituto, residen en el convencimiento de que uno de los aspectos fundamentales en el logro de un mayor desarrollo económico de los países, es la existencia de un mercado de valores sólido, eficiente y transparente, cuyo marco normativo regule adecuadamente las actividades del conjunto de sus intervinientes, sus interrelaciones y negocios.
Entre los objetivos del IIMV, podemos citar:
•Difundir la estructura y el marco jurídico regulatorio de los mercados de valores de los países iberoamericanos, con el fin de mejorar el conocimiento sobre esta materia de emisores, entidades financieras e inversores.
•Impulsar la cooperación y el intercambio de experiencias entre organismos supervisores y reguladores de los mercados de valores para fomentar su desarrollo y avanzar en la armonización jurídica.
•Promover la investigación aplicada al desarrollo y transparencia de los mercados de valores iberoamericanos, así como la formación de empleados de los distintos organismos supervisores, de los funcionarios de las Administraciones Públicas encargadas de los mercados de valores de los países miembros del Instituto.
En cumplimiento de estos objetivos, el IIMV organiza cursos, seminarios, programas de formación e investigación, dirigidos a técnicos de comisiones de valores, funcionarios de administraciones públicas encargadas de la regulación de mercados de valores en Iberoamérica, y convoca foros abiertos al público en los que se tratan aspectos relacionados con la supervisión y regulación de los mercados de capitales. Asimismo, promueve la publicación de disposiciones normativas, trabajos, estudios y noticias que apoyen y desarrollen sus fines estatutarios, a través de medios escritos y/o informáticos.

## Organización
Los órganos del Instituto Iberoamericano de Mercados de Valores son: el Patronato, el Consejo
y la Comisión Permanente.
El Consejo está integrado por representantes de cada uno de los siguientes países: Argentina, Bolivia, 
Brasil, Colombia, Chile, Costa Rica, Ecuador, El Salvador, España, Guatemala, Honduras,México, Nicaragua, Panamá, Paraguay, Perú, Portugal, República Dominicana, Uruguay y Venezuela. Los representantes son el presidente del Organismo de Supervisión de los mercados de valores y un Alto Representante de la Administración Pública con responsabilidades regulatorias en materia de mercado de valores